# God Only Knows
God Only Knows is een nummer van de Amerikaanse muziekgroep The Beach Boys. Het is de achtste track van hun studioalbum Pet Sounds uit 1966. Op 18 juli van dat jaar werd het nummer op single uitgebracht.

## Ontstaan
Brian Wilson, die de muziek schreef, gaf in zijn autobiografie Wouldn't It Be Nice: My Own Story toe de melodie gehaald te hebben uit een lied dat John Sebastian zong. Los daarvan zijn er meningen dat het begin ook verwijst naar Richard Wagners Götterdämmerung; de instrumentatie is in ieder geval gelijk (4 hoorns). Het lied, waarvan Tony Asher de teksten schreef, werd door beide heren gezien als een visioen onder de volgende omschrijving: Als je je ogen dicht hebt, behoor je niets te zien; echter eenmaal gesloten kan je van alles zien.

## Tekst
Het was een hachelijke onderneming om een liedtitel te gebruiken waarin het woord God voorkwam, zeker binnen de popmuziek, waar er toen nog scheef tegenaan werd gekeken. De vrouw van Brian Wilson, Marilyn Rovell, dacht in eerste instantie dat het een lied over God was en dat zou zonder meer tot maar weinig airplay leiden. Het lied ging echter niet over God, maar over eeuwige liefde. De titel werd aangehouden, mede doordat The Beach Boys dan baanbrekend zouden zijn.
Wilson had er nog een hard hoofd in, een openingszin als "I may not always love you" was volgens hem te negatief, maar na het horen van de opnamen draaide hij bij. Het verhaal schijnt dat Brian Wilson zich een aantal dagen heeft afgezonderd nadat Paul McCartney van The Beatles tegen hem had gezegd dat dit het allermooiste liedje was dat ooit is gemaakt. Omdat uitgerekend een lid van de op dat moment succesvolste band dat tegen Wilson zei, was laatstgenoemde in de overtuiging dat hij nooit meer boven dit nummer uit zou kunnen stijgen.

## Zanger
In eerste instantie zou Brian Wilson het lied zelf zingen, maar aan het eind van de opnamen liet hij het toch door zijn broer Carl Wilson zingen, die er dolblij mee was. Zelf had Wilson een andere versie voor ogen waarbij ook Terry Melcher en de Rovell Sisters waren betrokken, maar het geluid werd te vol en Brian Wilson keerde terug naar het uitgangspunt tot maximaal drie zangers.

## Opnamen

### Instrumentaal
Het instrumentale gedeelte werd in twintig keer op 10 maart 1966 opgenomen in United Western Recorders in Hollywood met Chuck Birtz achter de knoppen. Brian Wilson beweerde later dat sommige aanwezige muzikanten het een betoverende melodie vonden. Het achtergrondorkest bestond maximaal uit 23 personen; de definitieve versie bevat 16 musici, waaronder bekende studiomusici uit die tijd:
- Carl Wilson – eerste zangstem, achtergrondzang
- Brian Wilson – achtergrondzang
- Bruce Johnston – achtergrondzang
- Carol Kaye – basgitaar
- Don Randi – piano
- Larry Knechtel – orgel
- Hal Blaine – drums
- Jim Gordon – percussie
- Bill Green; Jim Horn – dwarsfluit
- Leonard Hartman – klarinet, basklarinet
- Jay Migliori – baritonsaxofoon
- Alan Robinson – hoorn
- Carl Fortina; Frank Morocco – accordeon
- Leonard Malarsky; Sid Sharp – viool
- Darrel Terwilliger – altviool
- Jesse Erlich – cello
- Lyle Ritz – contrabas
- Ray Pohlman – electric bass

### Vocaal
De zangstem werd opgenomen gedurende de maanden maart en april 1966 in de Columbia Studios in Hollywood onder geluidstechnicus Ralph Balantin. De stem van Carl Wilson was aan het eind vermoeid en zo kwam het dat in de fade-out Carl Wilsons originele stem niet meer te horen is. Het is een combinatie van het opnieuw gebruiken van eerder ingezongen materiaal van Carl, twee stemmen van Brian en ten slotte de stem van Bruce Johnston.

## Ontvangst
In de Verenigde Staten was God Only Knows B-kant, in Europa werd het als A-kant gebruikt en begon het een zegetocht langs de diverse hitparades. In het Verenigd Koninkrijk werd de 2e positie behaald in de UK Singles Chart. In Ierland de 3e, Noorwegen en Canada de 6e, Duitsland de 22e, de VS de 39e, Australië de 2e, Frankrijk de 24e en in Finland de 39e positie in de hitlijst.
In Nederland werd de plaat veelvuldig gedraaid op de zeezenders en de landelijke radiozenders en werd een radiohit. De plaat bereikte de 11e positie in de Nederlandse Top 40 op Radio Veronica en de 12e positie in de Parool Top 20 op Hilversum 3. 
In België bereikte de plaat géén notering in de voorloper van de Vlaamse Ultratop 50. Wél bereikte de plaat de 4e positie in de "Ultratip" van de voorloper van de Waalse Ultratop 50.
Van de topartiesten uit latere tijden in de popmuziek zijn Paul McCartney, Bono Vox en Steven Wilson gecharmeerd van het nummer. Gedurende de jaren volgend op de single uitgave hebben talloze artiesten het nummer opgenomen, daar onder bevonden zich Glen Campbell, Jack Jones, Claudine Longet, Andy Williams, Neil Diamond en David Bowie (album Tonight).
Uiteraard ontbreekt de muziek niet in films die teruggrijpen naar de jaren '60.
Sinds de allereerste editie in december 1999 staat de plaat onafgebroken genoteerd in de jaarlijkse NPO Radio 2 Top 2000 van de Nederlandse publieke radiozender NPO Radio 2, met als hoogste notering een 13e positie in 2014.

## Hitnoteringen

### Nederlandse Top 40
| God Only Knows in de Nederlandse Top 40 – binnen: 27-08-1966 | God Only Knows in de Nederlandse Top 40 – binnen: 27-08-1966 | God Only Knows in de Nederlandse Top 40 – binnen: 27-08-1966 | God Only Knows in de Nederlandse Top 40 – binnen: 27-08-1966 | God Only Knows in de Nederlandse Top 40 – binnen: 27-08-1966 | God Only Knows in de Nederlandse Top 40 – binnen: 27-08-1966 | God Only Knows in de Nederlandse Top 40 – binnen: 27-08-1966 | God Only Knows in de Nederlandse Top 40 – binnen: 27-08-1966 | God Only Knows in de Nederlandse Top 40 – binnen: 27-08-1966 | God Only Knows in de Nederlandse Top 40 – binnen: 27-08-1966 |
| Week                                                         | 1                                                            | 2                                                            | 3                                                            | 4                                                            | 5                                                            | 6                                                            | 7                                                            | 8                                                            |                                                              |
| ------------------------------------------------------------ | ------------------------------------------------------------ | ------------------------------------------------------------ | ------------------------------------------------------------ | ------------------------------------------------------------ | ------------------------------------------------------------ | ------------------------------------------------------------ | ------------------------------------------------------------ | ------------------------------------------------------------ | ------------------------------------------------------------ |
| Nummer                                                       | 27                                                           | 20                                                           | 13                                                           | 11                                                           | 12                                                           | 16                                                           | 22                                                           | 28                                                           | uit                                                          |

### Parool Top 20
Hitnotering: 10-09-1966 t/m 01-10-1966. Hoogste notering: 12 (1 week). 

### Evergreen Top 1000
| God Only Knows in de Evergreen Top 1000 | God Only Knows in de Evergreen Top 1000 | God Only Knows in de Evergreen Top 1000 | God Only Knows in de Evergreen Top 1000 | God Only Knows in de Evergreen Top 1000 | God Only Knows in de Evergreen Top 1000 | God Only Knows in de Evergreen Top 1000 | God Only Knows in de Evergreen Top 1000 | God Only Knows in de Evergreen Top 1000 | God Only Knows in de Evergreen Top 1000 | God Only Knows in de Evergreen Top 1000 | God Only Knows in de Evergreen Top 1000 | God Only Knows in de Evergreen Top 1000 | God Only Knows in de Evergreen Top 1000 | God Only Knows in de Evergreen Top 1000 | God Only Knows in de Evergreen Top 1000 | God Only Knows in de Evergreen Top 1000 |
| Jaar                                    | 2008                                    | 2009                                    | 2010                                    | 2011                                    | 2012                                    | 2013                                    | 2014                                    | 2015                                    | 2016                                    | 2017                                    | 2018                                    | 2019                                    | 2020                                    | 2021                                    | 2022                                    | 2023                                    |
| --------------------------------------- | --------------------------------------- | --------------------------------------- | --------------------------------------- | --------------------------------------- | --------------------------------------- | --------------------------------------- | --------------------------------------- | --------------------------------------- | --------------------------------------- | --------------------------------------- | --------------------------------------- | --------------------------------------- | --------------------------------------- | --------------------------------------- | --------------------------------------- | --------------------------------------- |
| Positie                                 | –                                       | –                                       | –                                       | –                                       | 23                                      | 23                                      | 4                                       | 7                                       | 4                                       | 5                                       | 7                                       | 10                                      | 11                                      | 15                                      | 15                                      | 22                                      |

### NPO Radio 2 Top 2000
| Nummer met noteringen in de NPO Radio 2 Top 2000 | '99 | '00 | '01 | '02 | '03 | '04 | '05 | '06 | '07 | '08 | '09 | '10 | '11 | '12 | '13 | '14 | '15 | '16 | '17 | '18 | '19 | '20 | '21 | '22 | '23 | '24 |
| ------------------------------------------------ | --- | --- | --- | --- | --- | --- | --- | --- | --- | --- | --- | --- | --- | --- | --- | --- | --- | --- | --- | --- | --- | --- | --- | --- | --- | --- |
| God Only Knows                                   | 123 | 117 | 137 | 110 | 117 | 88  | 80  | 68  | 42  | 59  | 20  | 20  | 31  | 44  | 59  | 13  | 19  | 18  | 29  | 46  | 59  | 63  | 62  | 70  | 60  | 53  |

1. ↑  Een vetgedrukt getal geeft de hoogste notering aan.

## Covers
Het lied is door verschillende artiesten gecoverd, voorbeelden zijn Glen Campbell, Andy Williams, Neil Diamond, David Bowie, Joss Stone, Olivia Newton-John, Mandy Moore, Michael Stipe, Rivers Cuomo van Weezer en Taylor Swift.

### The Impossible Orchestra-versie
Een versie van het lied werd op 7 oktober 2014 tegelijkertijd op de verschillende BBC televisie- en radiozenders uitgezonden. Brian Wilson werkte, samen met andere grote artiesten, mee aan de single. De track werd uitgebracht voor de jaarlijkse inzamelingsactie Children in Need.

#### Artiesten
De meewerkende artiesten staan in volgorde van verschijning (vocalen, tenzij anders aangegeven; tussen haakjes artiesten zonder zang).
- BBC Concert Orchestra
- Martin James Bartlett (celesta)
- Pharrell Williams
- Emeli Sandé
- Elton John
- Lorde
- Chris Martin
- Brian Wilson
- Florence Welch
- Kylie Minogue
- Stevie Wonder

- Eliza Carthy
- Nicola Benedetti (viool)
- Jools Holland (piano)
- Brian May (elektrische gitaar)
- Jake Bugg
- Katie Derham (viool)
- (Lauren Laverne)
- Tees Valley Youth Choir
- (Gareth Malone)
- Alison Balsom (piccolo)
- One Direction

- (Zane Lowe)
- Jaz Dhami
- Paloma Faith
- Chrissie Hynde
- Jamie Cullum
- Baaba Maal
- Danielle de Niese
- Dave Grohl
- Sam Smith

## Bron
- Engelstalige Wikipedia